# Tỷ phú

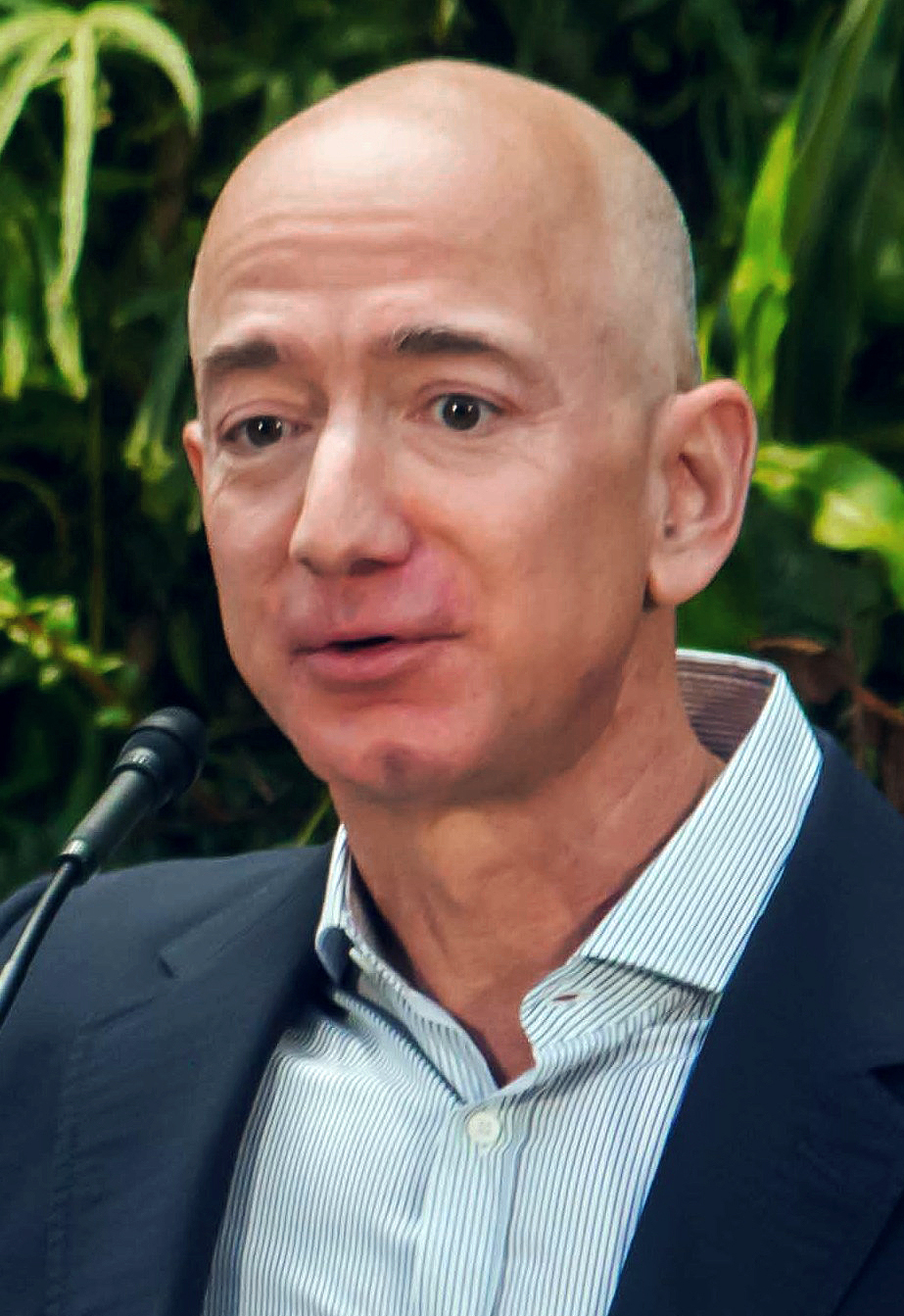
As of July 2021, Jeff Bezos là người giàu nhất thế giới

Tỷ phú là người có giá trị ròng ít nhất một tỷ (1.000.000.000, tức là một nghìn triệu) đơn vị tiền tệ nhất định, thường là các loại tiền tệ chính như đô la Mỹ, đồng euro hoặc bảng Anh. Tạp chí kinh doanh của Mỹ Forbes đưa ra danh sách toàn cầu về các tỷ phú đô la Mỹ được biết đến hàng năm và cập nhật phiên bản Internet của danh sách này theo thời gian thực. Ông trùm dầu mỏ người Mỹ John D. Rockefeller đã trở thành tỷ phú đô la Mỹ được xác nhận đầu tiên trên thế giới vào năm 1916, và vẫn giữ danh hiệu cá nhân giàu thứ hai trong lịch sử.
Tính đến  năm 2018, có hơn 2.200 tỷ phú đô la Mỹ trên toàn thế giới, với tổng tài sản hơn 9,1 nghìn tỷ đô la Mỹ, tăng lên từ 7,67 nghìn tỷ đô la Mỹ năm 2017. Theo một báo cáo năm 2017 của Oxfam, 8 tỷ phú giàu nhất hàng đầu sở hữu khối tài sản tổng hợp bằng "một nửa nhân loại".

## Các tỷ phú đô la Mỹ hiện tại

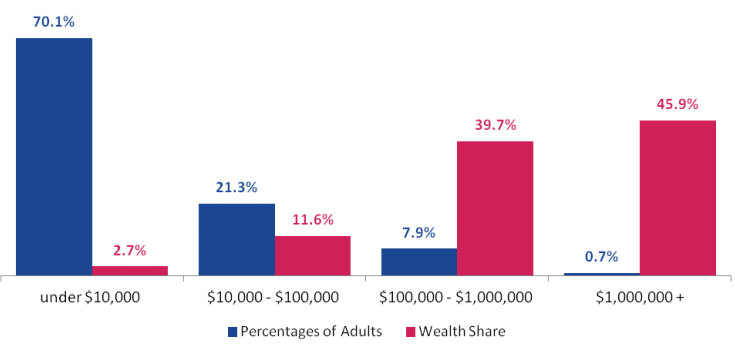
Tỷ lệ của cải toàn cầu theo nhóm giàu có, Credit Suisse, 2017

Theo báo cáo  Báo cáo tỷ phú UBS / PwC 2019  được công bố vào tháng 11 năm 2019, hiện có 2.101 tỷ phú đô la Mỹ trên toàn thế giới, đến từ 66 quốc gia, với tổng giá trị tài sản ròng là 8,5 nghìn tỷ đô la. Phần lớn tỷ phú là nam giới, chỉ có ít hơn 11% (197 trên 1.826 người) trong danh sách năm 2015 là nữ tỷ phú.
Hoa Kỳ có số lượng tỷ phú lớn nhất so với bất kỳ quốc gia nào, với 536 tính đến  năm 2015, trong khi Trung Quốc, Ấn Độ và Nga lần lượt là quê hương của 213, 90 và 88 tỷ phú. Tính đến  năm 2015, chỉ có 46 tỷ phú là ở độ tuổi dưới 40, trong khi danh sách các tỷ phú chỉ có ở Mỹ, tính đến năm 2010, có độ tuổi trung bình là 66.
Năm 2019, hiện có kỷ lục 607 tỷ phú ở Hoa Kỳ, bao gồm 14 trong số 20 người giàu nhất thế giới. Jeff Bezos một lần nữa đứng số 1 thế giới, tiếp theo là Bernard Arnault và gia đình, và Bill Gates ở vị trí thứ 3.